# Hohenölsen
Hohenölsen est une commune rurale de Thuringe (Allemagne), située dans l'arrondissement de Greiz. Elle fait partie de la Communauté d'administration Leubatal (Verwaltungsgemeinschaft Leubatal).

## Géographie

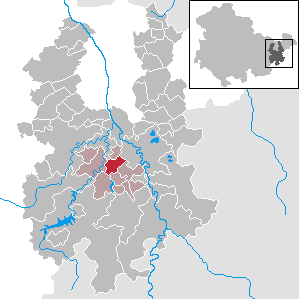
Situation de la commune (en rouge) dans l'arrondissement

Hohenölsen est située au centre de l'arrondissement, au cœur du Vogtland thuringeois, au nord des Monts de Thuringe entre les rivières Leuba à l'ouest et Elster Blanche à l'est. La ville appartient à la communauté d'administration Leubatal et se trouve à 5 km au sud de Weida et à 14 km au nord-ouest de Greiz, le chef-lieu de l'arrondissement.
La commune est composée des villages de Neudörfel, Kleindraxdorf, Horngrund et Ölsengrund.
Communes limitrophes (en commençant par le nord et dans le sens des aiguilles d'une montre) : Weida, Teichwitz, Berga/Elster, Wildetaube, Lunzig, Hohenleuben et Steinsdorf.

## Histoire
La première mention de Hohenölsen par des mineurs à la recherche de gisements argentifères dans la vallée de la Leuba date de 1356.
Hohenölsen a été jusqu'en 1918 partagée entre le Grand-duché de Saxe-Weimar-Eisenach (cercle de Neustadt) et une enclave de la principauté de Reuss branche aînée (cercle de Greiz). Elle a ensuite été intégré au land de Thuringe en 1920 (arrondissement de Gera). Après la seconde Guerre mondiale, la commune rejoint à la zone d'occupation soviétique puis la République démocratique allemande en 1949 (district de Gera, arrondissement de Greiz).

## Démographie
Commune de Hohenölsen :
| 1910 | 1933 | 1939 | 1995 | 2000 | 2005 | 2010 |
| ---- | ---- | ---- | ---- | ---- | ---- | ---- |
| 514, | 530  | 544  | 609  | 719  | 703  | 628  |

## Communications
La commune est située au croisement de la route nationale B92 Gera-Greiz et de la route régionale L1083 Zeulenroda-Triebes-Berga/Elster.